# The Animals
The Animals – brytyjski zespół rockowy, jeden z najważniejszych zespołów tzw. brytyjskiej inwazji.

## Historia

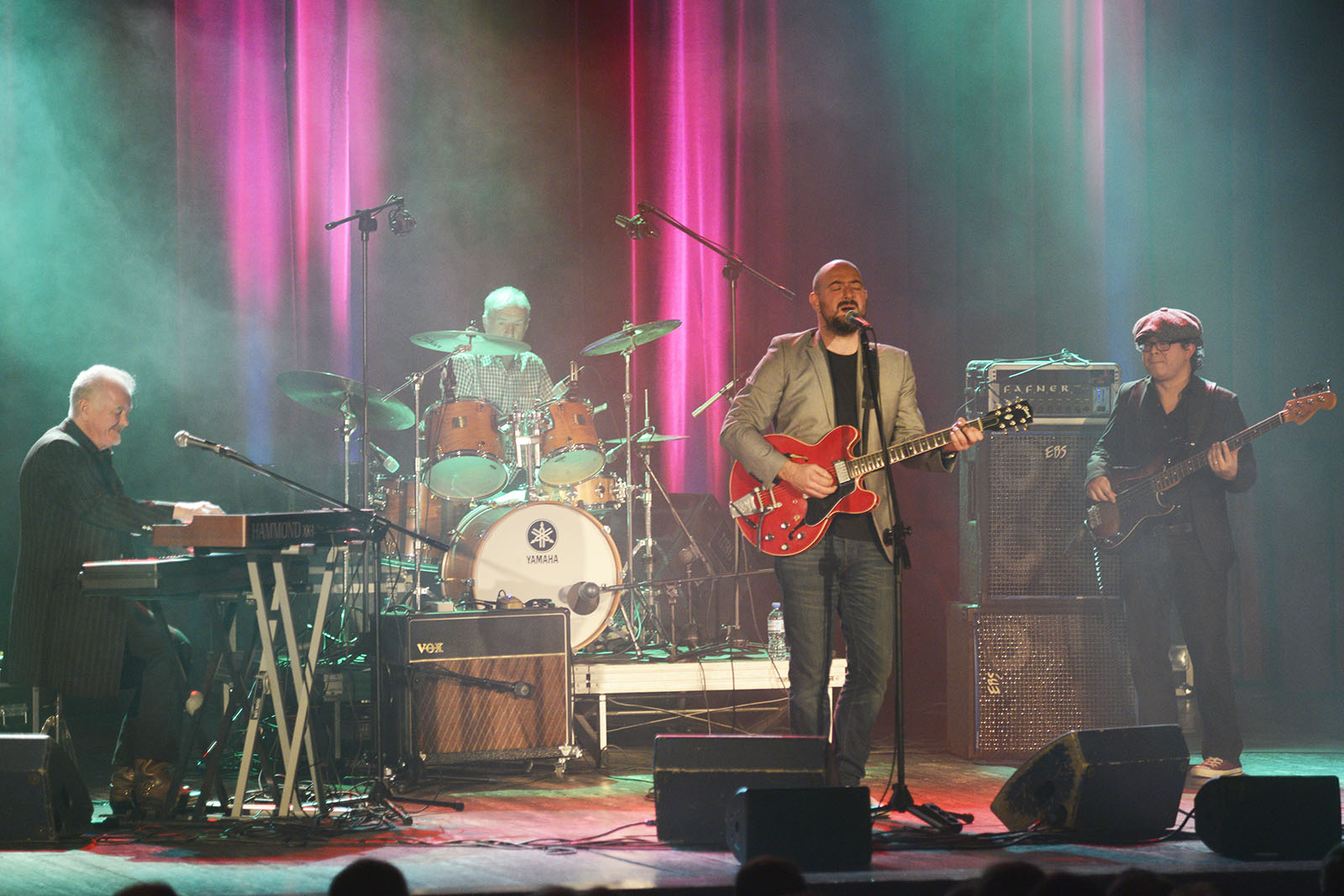
The Animals podczas koncertu w Bielsku-Białej, 2016

Grupa powstała w 1957 z inicjatywy wokalisty i muzyka Alana Price’a. Posługiwała się nazwami: The Pagans czy The Alan Price Combo, aż do ostatecznej zmiany na The Animals w 1963. Od 1962 zespół tworzyli, poza Price’em: wokalista Eric Burdon, gitarzysta Hilton Valentine, basista Chas Chandler i perkusista John Steel. Zespół grał przede wszystkim rhythm and blues, później także rock psychodeliczny (cechy psychodeliczne – długie i powtarzane riffy gitarowe oraz wibrujące pasaże organowe – występowały jednak już we wczesnej twórczości grupy). 
Formacja na początku działalności występowała m.in. w klubach „Downbeat” czy „Club a Go-Go” w Newcastle. W grudniu 1963 muzycy zagrali wspólny koncert z Sonnym Boyem Williamsonem, który wiele lat później został wydany w formie albumu koncertowego pt. the Animals and Sonny Boy Williamson, Newcastle-Upon-Tyne, December 1963 (1977). W 1964 członkowie grupy przenieśli się do Londynu, gdzie podpisali kontrakt płytowy z wytwórnią Columbia Records. W tym okresie nagrali wiele coverów, m.in. własną interpretację standardu folkowego „Dom wschodzącego Słońca” – „The House of the Rising Sun”, która zdobyła międzynarodowe uznanie. Z mniejszym powodzeniem lansowali własne piosenki. Zagrali także w kilku filmach muzycznych, m.in. Pop Gear (1965) i Go Go Big Beat! (1965). W listopadzie 1965 zespół zagrał koncert w Warszawie.
Grupa cierpiała na typowy dla rockowego świata syndrom konfliktu indywidualności, a wokalista Eric Burdon, organista Alan Price czy gitarzysta Hilton Valentine często reprezentowali różne idee muzyczne. Sytuacja taka prowadziła do ciągłego napięcia w grupie, a w konsekwencji do zmian personalnych (w 1965 odszedł Price, którego jego  zajął Dave Rowberry, a w 1966 za Steela składu wszedł Barry Jenkins) i ostatecznego rozpadu grupy latem 1966.
Zespół próbował reanimować Burdon, tworząc po przeprowadzce do Stanów Zjednoczonych w 1967 zespół Eric Burdon and the New Animals, w którym początkowo grali: Jenkins, John Weider, Tom Parker, Danny McCulloch. Formacja przetrwała prawie dwa lata i w tym czasie muzycy nagrali kilka albumów, w tym debiutancki Eric Is Here (1967), wydany wyłącznie w USA, a w Wielkiej Brytanii promowany jedynie singlem „Help Me Girl”. W 1968 wydali trzy albumy: The Twain Shall Meet, na którym umieścili m.in. przeboje „Monterey” i „Sky Pilot”, oraz Every One of Us i Love Is. W zespole często dochodziło do roszad (w 1967 za Parkera do składu wszedł Vig Briggs, a w 1968 miejsce McCullocha i Briggsa zajęli Zoot Money i Andy Summers), aż doszło do ostatecznego rozpadu zespołu w grudniu 1968. Po tym przedsięwzięciu Burdon utworzył grupę The War. Inni muzycy związani z grupą albo rozpoczęli karierę solową, albo wtopili się w rockowy pejzaż, dołączając do innych grup.
Ostatnim epizodem w działalności grupy było ponowne połączenie się w oryginalnym składzie w 1976 i nagranie albumu Before We Were So Rudely Interrupted (1977), oraz w  1983, kiedy to nagrali płyty: Ark (1983) i Rip to the Shreds (Greatest Hits Live) (1984).
W 1994 zespół został wprowadzony do Rock and Roll Hall of Fame.

## Skład
- John Steel – perkusja (1963–1966, 1975–1976, 1983, od 1992)
- Mick Gallagher – instrumenty klawiszowe (1965, od 2003)
- Pete Barton – wokal, gitara basowa (od 2001)
- John E. Williamson – gitara, wokal (od 2001)
- Danny Handley – gitara, wokal (od 2003)

- Eric Burdon – wokal (1963–1968, 1975–1976, 1983)
- Hilton Valentine – gitara (1963–1966, 1975–1976, 1983, 1992–2001)
- Chas Chandler – gitara basowa, wokal (1963–1966, 1975–1976, 1983)
- Alan Price – instrumenty klawiszowe, wokal (1963–1965, 1975–1976, 1983)
- Dave Rowberry – instrumenty klawiszowe (1965–1966, 1999–2003)
- Barry Jenkins – perkusja (1966–1968)
- John Weider – gitara basowa, gitara, skrzypce (1966–1968)
- Vic Briggs – gitara, pianino (1966–1968)
- Danny McCulloch – gitara basowa (1966–1968)
- Zoot Money – instrumenty klawiszowe, gitara basowa, wokal (1968, 1983) (właściwie George Bruno Money)
- Andy Summers – gitara, gitara basowa (1968)
- Steve Grant – gitara, syntezator, wokal (1983)
- Steve Gregory – saksofon (1983)
- Nippy Noya – perkusja (1983)
- Joss Elliott – gitara basowa (1992–1994)
- George Fearson – gitara (1992–1994)
- Robert Robinson – wokal (1992–1994)
- The Dod – perkusja (1992)
- Steve Hutchinson – instrumenty klawiszowe (1992–1999)
- Martin Bland – gitara basowa (1994–1999)
- Steve Dawson – gitara (1994–1999)
- Robert Kane – wokal (1994–1999)
- Jim Rodford – gitara basowa (1999–2003)
- Tony Liddle – wokal (1999–2001)
- Eamon Cronin – wokal (2001)

## Dyskografia

### Dyskografia The Animals
- Wydania brytyjskie

1. 1964 The Animals (Album)
2. 1965 Animal Tracks
3. 1966 The Most of the Animals
4. 1966 Animalisms

- Wydania USA

1. 1964 The Animals (wersja USA)
2. 1965 Animals on Tour (tylko w USA)
3. 1965 Animal Tracks (wersja USA)
4. 1966 The Best of the Animals (tylko w USA)
5. 1966 Animalisation (wersja brytyjskiego „Animalisms”)
6. 1966 Animalism (tylko w USA, zawiera nagrania niepublikowane w Europie)

### Dyskografia Eric Burdon and the Animals
1. 1967 Eric Is Here (tylko w USA) (solowy album Erica Burdona)
2. 1967 The Best of Eric Burdon and the Animals vol.2 (tylko w USA)
3. 1967 Winds of Change
4. 1968 The Twain Shall Meet
5. 1968 Every One of Us
6. 1968 Love Is
7. 1969 The Greatest Hits of Eric Burdon And The Animals

### Albumy po reaktywacji
1. 1976 Before We Were So Rudely Interrupted
2. 1983 Ark
3. 1984 Rip It to Shreds – Their Greatest Hits Live

### Kompilacje i inne
1. 1965 British Go Go
2. 1965 In the Beginning
3. 1974 The Animals & Sonny Boy Williamson – In the Night Time Is the Right Time
4. 1975 The Animals and Sony Boy Williamson
5. 1990 The Complete Animals
6. 2003 Interesting Life
7. 2003 Complete French EP 1964/1967